# Niklas Iwannek
Niklas Iwannek (* 1990 in Köln) ist ein deutscher Schauspieler.

## Leben
Niklas Iwannek, der in Köln aufwuchs, wollte bereits als Kind Schauspieler werden. Nach dem Abitur bereiste er Thailand, Vietnam und verbrachte ein Filmsemester in Kolumbien. Seine Schauspielausbildung für Bühne und Kamera erhielt er an der Theater- und Filmakademie Köln, sowie durch privaten Schauspielunterricht und Schauspielcoachings.
Erste Bühnenrollen spielte er bei der Theaterakademie Köln und am Kölner Künstler Theater. 2016/17 spielte er am Horizont Theater Köln die Hauptrolle des Jonathan Löwenherz in Die Brüder Löwenherz. Ab 2018 war er als Jonathan Harker in Dracula bei Veranstaltungen des „Gruseldinners“ auf Deutschland-Tournee. 2019/20 spielte er den ignoranten Moderator in dem #MeToo-Theaterstück The Pink Ghost gegen die Tabuisierung von sexuellem Missbrauch und sexualisierter Gewalt. In der Spielzeit 2019/20 gastierte er am Kleinen Theater Bad Godesberg als Russel in der Komödie Flurgeflüster.
Iwannek stand auch für mehrere Film- und TV-Produktionen vor der Kamera. Auftritte  hatte er u. a. in den TV-Serien und Krimireihen Unter uns, Wilsberg, Ein starkes Team und WaPo Duisburg.
Iwannek arbeitet auch als Moderator. Er lebt in Köln.

## Filmografie (Auswahl)
- 2016: Fritz Lang – Der andere in uns
- 2012; 2016/17; 2019: Unter uns (Fernsehserie, verschiedene Rollen)
- 2019: Wilsberg: Ins Gesicht geschrieben (Fernsehreihe)
- 2019: Verstehen Sie Spaß? (als Lockvogel)
- 2020: Algiers Confidential – Ein paar Tage Licht (Fernsehserie)
- 2021: Väter allein zu Haus: Timo (Fernsehreihe)
- 2021: Ein starkes Team: Verdammt lang her (Fernsehreihe)
- 2022: WaPo Duisburg: Das dicke Ende (Fernsehserie, eine Folge)